# Nándor Hidegkuti

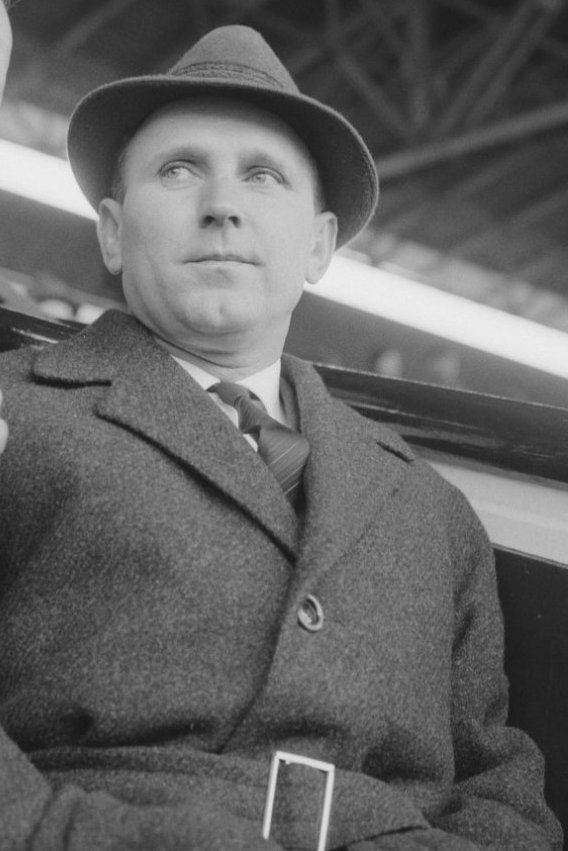
Hongaarse coach Hidegkuti (1965)

Nándor Hidegkuti (Boedapest, 3 maart 1922 – Boedapest, 14 februari 2002) was een Hongaars voetballer. Hidegkuti speelde achter de spitsen, wat revolutionair was in die tijd, waardoor de verdedigers het moeilijk vonden om hem op te vangen.
Hidegkuti speelde bij onder meer Elektromos SE en MTK. De aanvaller maakte deel uit van de Magische Magyaren, het beste Hongaarse team ooit. In 1952 won hij de gouden medaille op de Olympische Spelen van Helsinki en in 1954 werd Hidegkuti met Hongarije tweede op het WK. Nadat hij zijn loopbaan als voetballer had beëindigd, was Hidegkuti als coach werkzaam in Hongarije, Italië, de Verenigde Arabische Emiraten en Egypte.
In 2002 overleed Hidegkuti aan hart- en longproblemen. Hij stierf op 79-jarige leeftijd op Valentijnsdag.

## Erelijst
| Logo van de Olympische Spelen | Goud | Zilver | Brons | Logo van de Olympische Spelen |
|                               | 1    | 0      | 0     |                               |